# Terry Gou

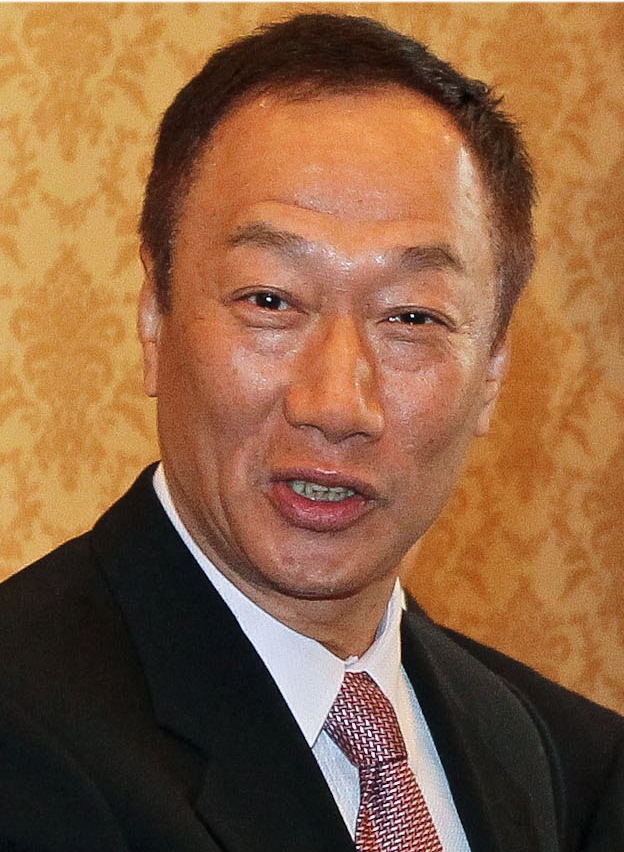
Terry Gou

Terry Tai-Ming Gou (18 oktober 1950) is een Taiwanese tycoon die de oprichter is van Foxconn.

## Carrière
Gou richtte Hon Hai Precision Industry Co. op in 1974. In 1988 opende hij zijn eerste fabriek op continentaal China in Shenzen. Het bedrijf is een van de grootste elektronicabedrijven ter wereld. Het maakt onder meer Apple  iPads en iPhones, Amazons Kindles en Echo's en Nintendo gameconsoles en Sony PlayStations.
In mei 2023 stond hij op de 296e plaats op de Forbes lijst van rijkste mensen ter wereld met een vermogen van US$ 7,5 miljard.
In 2019 zette hij een stap terug in zijn bedrijf. In hetzelfde jaar stelde hij zich kandidaat voor de nationalistische partij Kwomintang, die ijvert voor een toenadering tot de Volksrepubliek China, om mee te doen met de presidentsverkiezingen in Taiwan. In mei 2019 ontmoette hij Donald Trump in het Witte Huis. De Kwomintang koos echter een andere kandidaat. 
In 2023 diende Gou zijn ontslag in bij Foxconn en heeft hij zich weer kandidaat gesteld voor de presidentsverkiezingen.

## Persoonlijk
Gou's ouders woonden in de continentale Chinese provincie Shanxi voordat ze in 1949 naar Taiwan vluchtten. Daar werd Gou geboren als oudste van drie broers. Samen met zijn eerste vrouw, Serena Lin (1950-2005) heeft hij een zoon (1976) en een dochter (1978). In 2005 stierf Serena Lin aan borstkanker.
Op 26 juli 2008 hertrouwde Gou met Delia Tseng (1974). Samen met Tseng heeft hij een dochter (2009) en een zoon (2010).